# ولسوالی سپیره
سپیره یکی از ولسوالی‌های ولایت خوست در جنوب خاوری افغانستان با جمعیت نزدیک به ۲۶٬۶۸۵ نفر است. از جنوب و غرب با ولایت پکتیا و از شمال با ولسوالی شمل همسایه است. این ولسوالی در مرکز قوم پشتون‌های زدران قرار دارد. از شرق با ولسوالی نادرشاه‌کوت و تنی و همچنین ایالت خیبر پختونخوا در پاکستان همسایه است. مرکز ولسوالی روستای سپیره است که در بخش مرکزی ولسوالی قرار دارد.

## تاریخچه
در ۱۶ آوریل ۲۰۲۲، حملات هوایی پاکستان چندین روستا را در ولسوالی سپیره، از جمله افغان-دبی، پسا ملا، میر سپر، منداته، و کنایی و کمپ‌های پناهندگان متعلق به آوارگان داخلی وزیرستان را هدف قرار داد و حداقل ۴۱ نفر را که عمدتاً زنان و کودکان بودند، کشته و کودکان و ۲۲ نفر دیگر مجروح شدند.
سپیره یکی از ولسوالی‌هایی بود که در زلزله سال ۲۰۲۲ افغانستان بیشترین آسیب را دید. تقریباً ۵۰۰ خانه ویران شد و ۴۰ نفر کشته شدند و ۹۵ نفر دیگر در منطقه زخمی شدند. بسیاری از خانه‌ها که عمدتاً از گل و چوب ساخته شده بودند با خاک یکسان شدند. باران شدید و زلزله باعث رانش زمین شد که کل روستاها را ویران کرد.

### ساخت خانه‌های جدید مقاوم در برابر زلزله
در اوت۲۰۲۲، خانه‌های مقاوم در برابر زلزله جدید در منطقه برای آسیب دیدگان زلزله شروع به ساخت کرد. این پروژه شامل ایجاد ۳۰۰ خانه ولسوالی سپیره و ۲۰۰۰ خانه در هر دو ولسوالی گیان و ولسوالی برمل در ولایت پکتیکا است.

## منبع‌ها
1. ↑  "At least 47 dead in Afghanistan after Pakistan attacks: Officials". Al Jazeera (به انگلیسی). Retrieved 2024-07-28.
2. ↑  Padshah، Safiullah؛ Rubin، Alissa J.؛ Ives، Mike (۲۰۲۲-۰۶-۲۲). «Afghanistan Earthquake: At Least 1,000 Killed in Afghanistan Earthquake, Officials Say» (به انگلیسی). The New York Times. شاپا 0362-4331. دریافت‌شده در ۲۰۲۴-۰۷-۲۸.
3. ↑  «Thousands of Afghanistan earthquake survivors remain without food and shelter».
4. ↑  «2,300 'Earthquake-Resilient' Houses to Be Built in Quake-Hit Regions of Afghanistan: UNHCR» (به انگلیسی). Khaama Press. ۲۰۲۲-۰۸-۲۳. دریافت‌شده در ۲۰۲۴-۰۷-۲۸.

- مشارکت‌کنندگان ویکی‌پدیا. «Khost Province». در دانشنامهٔ ویکی‌پدیای انگلیسی، بازبینی‌شده در ۴ اسفند ۱۳۹۰ خورشیدی.